# Ханс Георг Демелт
Ханс Георг Демелт (9. септембар 1922. – 7. март 2017) био је немачки и амерички физичар, који је 1989. године, заједно са Волфгангом Паулом, добио Нобелову награду за физику „за развој технике јонске замке”.